# Santa en oración
Santa en oración es una obra de Joaquín Sororolla y Bastida pintada al óleo sobre lienzo con unas dimensiones de 78 x 61 cm. Está datado, según firma, en el año 1888 y actualmente se conserva en el Museo del Prado de Madrid.

## Historia
Santa en oración es pintado en 1888, durante la estancia de Sorolla en Italia y en los inicios de su matrimonio con Clotilde donde tuvieron que enfrentarse a sus primeros problemas juntos. Por eso no es de extrañar el apego sentimental que sentían por la pequeña obra la cual les acompañará a lo largo de su vida. Prueba de ello es que el cuadro aparece en numerosas fotografías del estudio del pintor, colocado en lugar preferente e incluso en algunos retratos que realiza y que lo incluye como decoración de fondo.
El cuadro sería adquirido finalmente por el Museo del Prado en 1993.

## Descripción y características
En la obra se aprecia a una mujer santa, de perfil, situada sobre un suntuoso fondo dorado con decoraciones geométricas de clara inspiración alto-medieval. Sorolla le concede tanta importancia al fondo que casi parece cederle el protagonismo de la obra. Es destacable el juego que hace Sorolla entre las formas geométricas, los círculos de la pared, los del traje, la aureola de la cabeza y los cuadrados y líneas rectas de la decoración de la pared, todo ello perfectamente equilibrado con la figura de la mujer. Se cree que para algunas de las decoraciones, como los cuadrados de la pared o algunos círculos del vestido, Sorolla empleó plantillas.
También, como contrapunto a la representación plana del fondo dorado, el maestro valenciano incluye elementos de gran plasticidad como la capucha, la túnica, los almohadones o los lirios que la mujer sostiene en su regazo.
Se ha tratado de identificar a la mujer con alguna santa en concreto, pero la iconografía representada (el libro en las manos, la cruz en el pecho, los lirios) no son concluyentes para relacionarla con ninguna. Se ha llegado a referirse a ella como "Virgen en oración", pero el colgante de la cruz elimina la posibilidad de que se trate de la representación de una virgen. Hay también quienes la identifican con Santa Clotilde, pero principalmente por motivos sentimentales.